# Bandera de l'Urgell
La bandera oficial de la comarca de l'Urgell té el següent blasonament:
Bandera apaïsada de proporcions dos d'alt per tres de llarg, escacat d'or i de sable; ressaltant sobre el tot un pal ondat de sinople; la bordura componada d'or i de gules. Per timbre una corona mural de comarca.
L'escacat negre i groc són les armes tradicionals del Comtat d'Urgell. La bordura identifica les banderes comarcals de Catalunya. La franja verda ondada representa el Canal d'Urgell que rega tota la comarca.
Està relacionada, pels escacs d'Urgell, amb les banderes comarcals de la Noguera i el Pla d'Urgell, i amb les banderes municipals de Ribera d'Urgellet i Olius.
Va ser aprovat el 18 de maig del 1993.